# Siemion Gerszgorin
Siemion Aranowicz Gerszgorin, ros. Семён Аронович Гершгорин (ur. 24 sierpnia 1901, zm. 30 maja 1933) – radziecki matematyk pochodzenia białoruskiego. Autor twierdzenia Gerszgorina w teorii macierzy.